# Титулярна церква

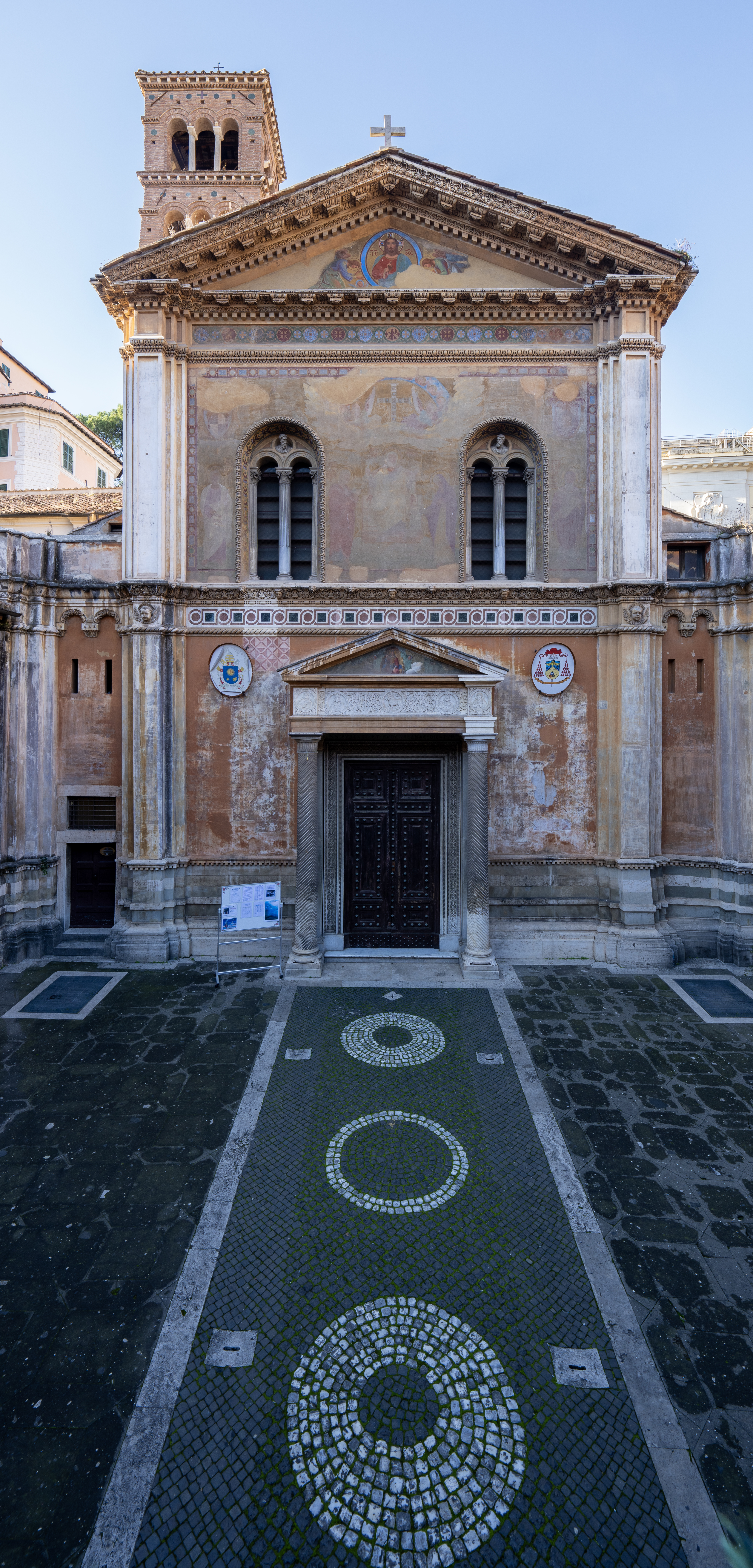
Фасад Санта Пуденціана з гербами папи Івана Павла II зліва її титулярія кардинала Йоахіма Майснера архієпископа Кельна.

Титуля́рна це́рква (лат. titulus ecclesiae) — в Римо-Католицькій церкві одна з церков Риму, до якої призначається кардинал.

## Історія
У язичницькі часи titulus означав напис на камінці. Пізніше, стосовно церков у Римі, titulus — одна з багатьох ранніх християнських церков (всі разом відомі як «tituli») побудовані навколо межі міста Рима, які були приписані патронам, чиї імена часто їх ідентифікували : "Вони отримали назву, tituli, від імені засновника або власника, який тримав власність у опікою для Церкви. "Найбільш давній текст, який посилається на titulus цього виду — IV століття на захист Афанасія Великого проти аріан. До кінця V століття Liber Pontificalis призначив 25 tituli. Ще три були додані у XII столітті. У римському католицизмі, власник однієї з цих церков «титулярний». Такими власниками були спочатку традиційно корінні римляни (високого соціального стану) у домах яких і збиралися перші християни (лат. domus ecclesiae).
Перша церква в Римі, яка мала титулярного неіталійця була Санті Куаттро Коронаті: Дітріх Трірський був призначений титулярним у 975 папою римським Бенедиктом VII. Та базиліка була спочатку Titulus Aemilianae, маючи свою назву від її засновниці, у власності якої безсумнівно знаходилася велика Римська вілла, чиї основи стали церквою і чий зал прийомів став церковною базилікою.
Сьогодні, кожному члену Колегії кардиналів в сані кардинала-пресвітера призначена титулярна церква. Кардинальство розвинулося від старшого духовенства в Римській єпархії (сім єпископів приміських міст, чотирнадцять дияконів єпархії і священики / пресвітери римських парафій) і навколо неї. Оскільки Колегія інтернаціоналізувалася, кожному кардиналу давали titulus, роблячи його почесним членом римського духовенства. Сьогодні  кардинали-пресвітери мають вільні патронські відносини зі своїми титулярним церквами (їхні імена і герби написані на меморіальній дошці у церкві, і вони отримують гроші для підтримки та реставрації своїх церковних споруд), але вони більше не беруть участь у фактичному управлінні парафією. (Аналогічно, кардиналам-єпископам дають почесний титул на одну з субурбікарних єпархій, а кардиналам-дияконам, яких сьогодні набагато більше ніж число чотирнадцять, даються подібні відносини з церквами своїх дияконій).